# Takla Haimanot Ier
Takla Haimanot Ier (né le 28 mars 1684 et mort le 30 juin 1708) fut négus d’Éthiopie de 1706 à 1708 sous le nom de Le'ul Sagad.
Il succède à son père Iyasou le Grand, qui doit abdiquer le 8 mars 1706 devant les intrigues de son fils, qui le fait assassiner quelques mois plus tard. L’Éthiopie sombre dans l’anarchie.
Takla Haïmanot est assassiné à son tour deux ans plus tard le 30 juin 1708. Théophilos, frère de Iyasou, monte sur le trône et fait châtier les assassins des deux princes, faisant pendre l’ex-impératrice Mélékotaouit qui avait poussé Takla Haïmanot au meurtre de son propre époux.

## Sources
- Paul B. Henze Histoire de l'Éthiopie, l'œuvre du temps Traduction de Robert Wiren. Éditeur : Moulin du Pont Paris (2004)  (ISBN 2845865376).
- Hubert Jules Deschamps, (sous la direction). Histoire générale de l'Afrique noire de Madagascar et de ses archipels Tome I : Des origines à 1800. p. 413 P.U.F Paris (1970) ;